# 大久保作次郎

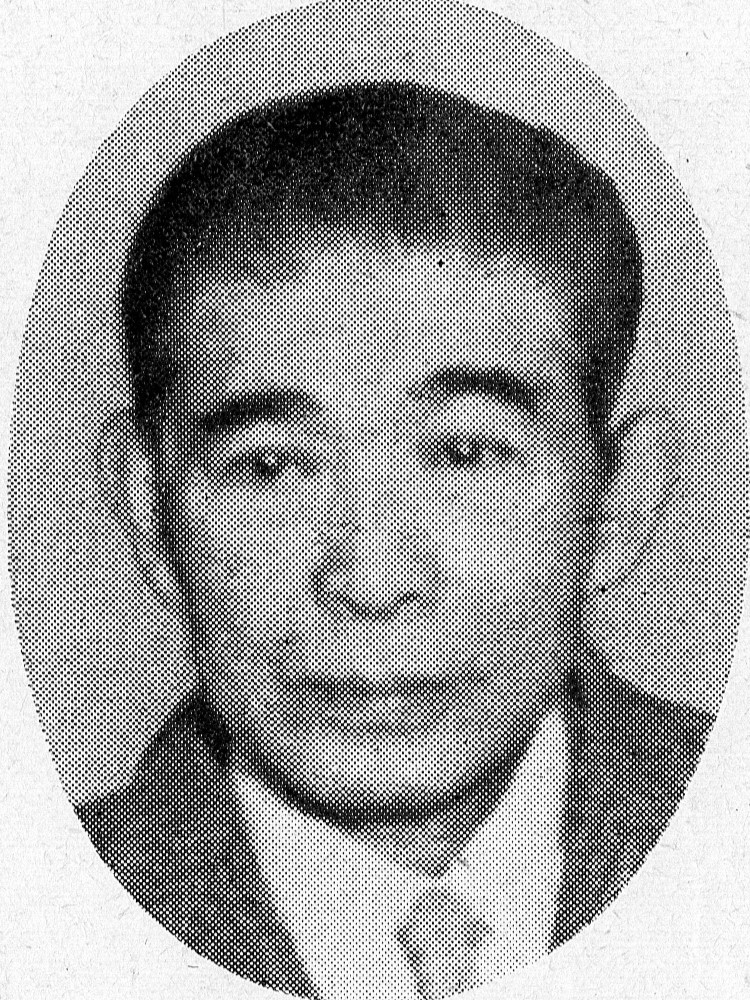
大久保作次郎

大久保 作次郎（おおくぼ さくじろう、1890年〈明治23年〉11月24日 - 1973年〈昭和48年〉2月28日）は、洋画家、日本芸術院会員。

## 経歴
大阪市生まれ。旧姓は氏原で1911年に叔父の大久保家を継いだ。
東京美術学校西洋画科で黒田清輝に学ぶ。同級に鍋井克之がいた。在学中に文展に初入選。卒業後も同校研究科に進み、1918年修了。1916年-1918年文展特選。1923年には渡仏して以後4年間をヨーロッパで過ごす。1935年多摩美術大学教授。その後、槐樹社や創元会の結成に参加した。
戦後は1950年日展運営会参事、また同年より1954年まで旺玄会会員。1955年には新世紀美術協会を結成。1958年日展評議員、1960年「市場の魚店」で日本芸術院賞受賞、1963年芸術院会員、日展理事、1966年勲三等瑞宝章受章、1969年日展顧問。

## 画集
- 大久保作次郎画集 美術工芸会 1932
- 大久保作次郎画集 サンケイ新聞社出版局 1971